# Nobéré
Nobere là một tổng thuộc  tỉnh Zoundwégo ở miền trung Burkina Faso. Thủ phủ là thị xã Nobere. Dân số năm 2006 là 32.814 người.

## Các thị xã và làng xã
Bakaogo, Barse, Bion, Bisboumbou, Dakiecma, Doncin, Kambo, Kataga, Koakin, Kougrissince, Lamzoussi, Linoghin, Nioryida, Nobili, Passintinga, Pissi, Pougnerkougri, Sarogo, Seloghin, Soulougre, Tampouy, Tamse, Tewaka, Teomighin, Togse và Zagable.